# Luins
Luins är en ort och  kommun i distriktet Nyon i kantonen Vaud, Schweiz. Kommunen har 626 invånare (2023).